# Magyar Földrajzi Múzeum
Az 1983 októberében, Érden megnyílt Magyar Földrajzi Múzeum célja a földrajztudománnyal, valamint a magyar utazókkal, földrajzi felfedezőkkel kapcsolatos tárgyi emlékek, kéziratok, levelek, naplók, expedíciós jelentések, könyvek, újságcikkek, képzőművészeti alkotások, személyi hagyatékok felkutatása, gyűjtése, megőrzése, tudományos feldolgozása és közkinccsé tétele. Állandó kiállításaik mellett évente 2-3 időszaki kiállításuk van.

## Története
Az érd-ófalui Sina-kastély pusztulása óta Érd város egyetlen jelentősebb, nem vallási jellegű műemléki épülete a volt Batthyány–Sina–Wimpffen–Károlyi-kastély, amelyben jelenleg a Magyar Földrajzi Múzeum működik. A magasföldszintes, klasszicista épület a Pest környéki közepes nagyságú kúriák közül kiemelkedik szép arányaival, harmonikus megjelenésével. Homlokzata a fokozatosan térré szélesülő Budai útra tekint. Két végéhez, tisztes távolságban, derékszögben két alacsony, boltíves gazdasági épület csatlakozik, melyekben jelenleg lakások és üzletek vannak. A három épület tágas udvart, kertet zár közre. Az épület hossza 68 méter, szélessége 14 méter. A külső falak téglából és sóskúti mészkőből épültek. Az épület belső terének elrendezését többször változtatták, falakat bontottak és újakat építettek, a mindenkori használati céloknak megfelelően (lakás, iroda, iskola stb.)
Az épület herceg Batthyány Fülöp birtokán 1840-ben épült. Később a kúria a Wimpffen-családé lett, innen az épület máig is használatos neve. Valószínűleg a Wimpffen-família Magyarországon időző tagjai, illetve a birtok tiszttartói laktak benne. Jovicza I. (1971) szerint a szabadságharc idején az épület osztrák tábornoki főhadiszállás volt, s a közelében temették el a harcokban elesetteket. Az épület tágassága lehetővé tette, hogy vendégeket, átutazókat is elszállásoljanak benne, mint a korábban is állt Pelikán Fogadóban. Például 1871 februárjában Eötvös József földi maradványait kísérő gyászmenet tagjai – útban Ercsibe – szintén itt éjszakáztak.

## A szoborpark
A Magyar Földrajzi Múzeum 2000–2001-ben felújított kertje csodálatos környezetet nyújt a legkiemelkedőbb magyar utazók szoborba öntött képmásainak. Az első alkotást 1984-ben avatták fel. A négy évtizedes kőbányai szunnyadás után állították fel Antal Károly Kossuth- és Munkácsy-díjas szobrászművész Kőrösi Csoma Sándor szobrát. A Kőrösi Csoma Sándor szobrot még kilenc utazó szobor követte, melyeket az Érden élő Domonkos Béla szobrászművész készített. A műalkotások felállítására a közadakozásnak köszönhetően került sor.
A szobrok felállításuk időpontjának sorrendjében:

### Teleki Sámuel (1989)
Gróf Teleki Sámuel (1845–1916) Sáromberkén született. Németországban folytatott egyetemi tanulmányokat. Életcéljának új földrajzi felfedezések megvalósítását tekintette. Saját költségén szervezett tudományos expedíciót Kelet-Afrika kevésbé ismert tájaira.

### Stein Aurél (1990)
Stein Aurél (1862–1943) nyugati egyetemi orientalisztikai tanulmányok után vált Kína, India, Irán világhírű régész kutatójává. Legtöbbet a kínai Tarim-medencében kutatott. Ősi ókori városokat ásott ki a sivatag homokja alól és rekonstruálta a híres selyemút egy szakaszát is. Világra szóló eredményeit brit állampolgárként tudta elérni, de magyarságát soha nem tagadta meg. Értékes könyvtárát végrendeletileg a Magyar Tudományos Akadémiára hagyta.

### Baktay Ervin (1991)
Baktay Ervin (1890–1963) India kultúrájának, művészetének népszerűsítője volt. Nővére révén tudta bejárni a hatalmas ország számos táját. Azonosította Kőrösi Csoma Sándor munkálkodásának zanglai és pukhtáli kolostorbeli helyszíneit. Az 1930-as években a Földgömb szerkesztője volt. Indiáról írt cikkei, könyvei révén vált ismert íróvá.

### Déchy Mór (1992)
Déchy Mór (1851–1917) alpinista, tudományos kutató. Odesszából kiinduló hét expedíciója során vált a Kaukázus egyik legjobb ismerőjévé. Útjaira szaktudósokat is vitt magával. Fő érdeme, hogy felmérte a magashegység gleccsereit.

### Teleki Pál (1993)
Teleki Pált (1879–1941) tekintjük a modern gazdaságföldrajz hazai megalapítójának. A kitűnő térképész Japán szigeteiről készített térképe és térképtörténeti tanulmánya nemzetközi sikert aratott. Másik híres térképe az ún. vörös térkép. Számos hazai és nemzetközi szervezetben töltött be jelentős szerepet. 1911-ben vetette fel elsőként egy földrajzi múzeum megalapításának gondolatát. Kétszer volt az ország miniszterelnöke. Először 1920-ban rövid ideig, majd 1939-1941 között.

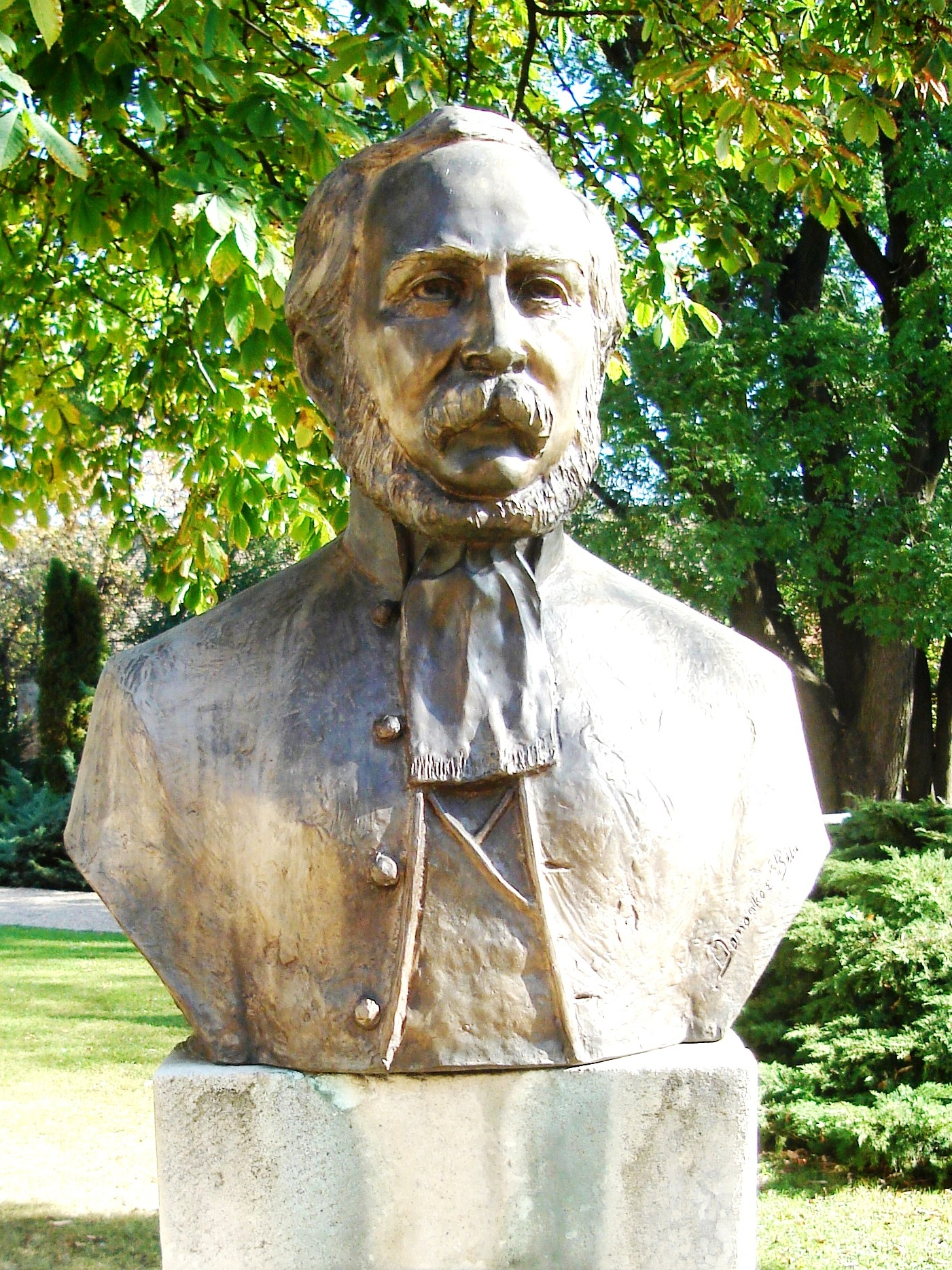
Reguly Antal mellszobra

### Prinz Gyula (1993)
Prinz Gyula (1882–1973) geográfus-geológus a Tien-san kutatója. Tanára, Lóczy Lajos ajánlására csatlakozott 1906-ban Almásy György tien-sani expedíciójához. Prinz csodálatos panoráma tusrajzokon örökítette meg a Tien-san csúcsait, völgyeit. Ezek egy része múzeumunk kiállításán is látható. Második expedíciója Kirgíziába és Kazahsztánba vezetett.

### Reguly Antal (1994)
Reguly Antal (1819–1858) Zircen született. Jogi végzettséget szerzett, de érdeklődése a nyelvek, az utazás felé vonzotta. Németországba, Dániába és Svédországba utazott, ahol a finnugor nyelvészet felé fordult a figyelme. A finnek után az oroszországi kis rokonnépek (manysik, hantik, mordvinok, marik) közé utazott és folytatta nyelvészeti gyűjtőmunkáját. Nyelvészeti és néprajzi eredményei alapján vált világhírű tudóssá.

### Almásy László (1995)
Almásy László (1895–1951) a technika szerelmese, a Líbiai-sivatag korának egyik legjobb ismerője. Elsősorban a Zarzura oázisának és a Gilf Kebir 10 ezeréves őskori sziklafestményeinek felfedezésével írta be nevét a felfedező utazások történetébe. A második világháborúban Rommel tábornok távolfelderítő tisztjeként szolgált őrnagyi rangban. Egyiptomba visszatérve a Sivatagkutató Intézet igazgatójává nevezték ki. Trópusi betegségben hunyt el egy salzburgi kórházban.

### Balázs Dénes (1999)

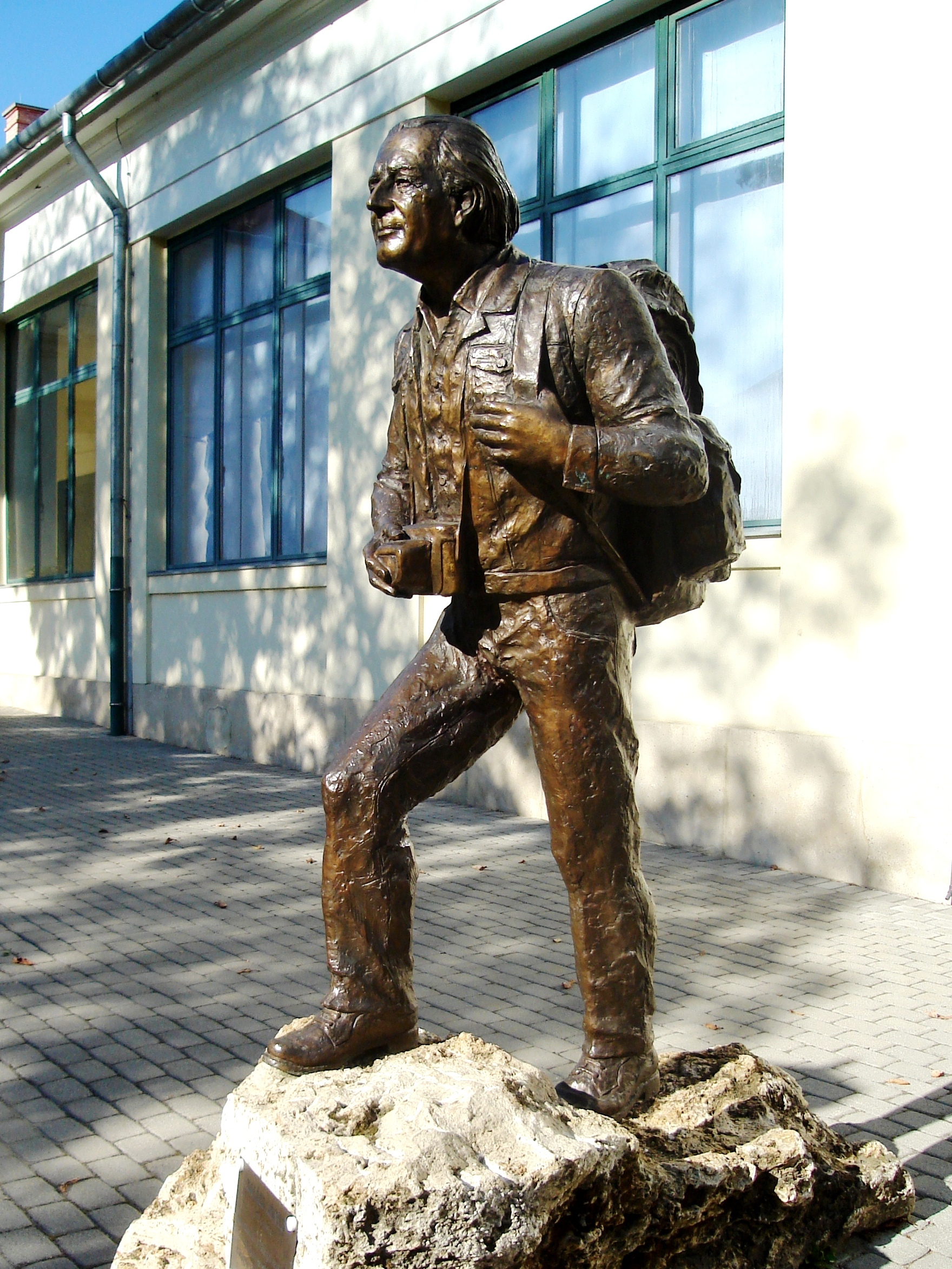
Balázs Dénes szobra

Balázs Dénes (1924–1994) a múzeum alapítója. A múzeumkert második egész alakos szobra Balázs Dénest ábrázolja, mely példaképének, Kőrösi Csoma Sándornak szobrával szemben kapott helyet. A szobor közadakozásból készülhetett el a múzeumalapító halálának ötödik évfordulójára. A szobrot 1999. szeptember 29-én dr. Marosi Sándor akadémikus avatta fel.

### Sáska László (2005)
Sáska László (1890–1978) Orvos, Afrika-kutató. Nagyenyeden szeretett volna orvosi rendelőt nyitni, de tervei meghiúsultak. 1933-ban feleségével együtt felkerekedtek, hogy Afrikában keressék boldogulásukat. Abesszíniában Hailé Szelasszié etióp császár vejének orvosa lett. Abesszínia Albert Schweitzereként is emlegették, hiszen 4 millió lakosú területen ő volt az egyetlen orvos. 1937-ben Tanganyikába költöztek, ahol orvosi rendelőt nyitottak. Gyógyító munkássága széles körű természettudományos és gyűjtőmunkával párosult. 88 évesen hunyt el, sírja a Meru-vulkán lábánál, második hazájában domborodik.

### Vámbéry Ármin (2007)
Vámbéry Ármin (1832–1913) Turkológus, nyelvész, Ázsia-kutató Tehetsége korán megmutatkozott, 25 évesen már 25 nyelven beszélt. Első jelentősebb útját Törökországba tette. Második, Közép-Ázsiába tett útját az akadémia támogatta, melynek 1857-től tagja volt. Ezen útján a magyarság eredetét és a közép-ázsiai népek múltját kutatta. Útjai során sokszor adta ki magát dervisnek. Ezt a szerepet nagyon jól kellett játszania, mivel sánta lába nem tette lehetővé számára a menekülést. Európában a Kelet legjobb ismerőjeként tartották számon.

## Oktatási jelentősége
A kiállítások, szervezett tárlatvezetések mellett nagy hangsúlyt helyeznek a helybeli általános- és középiskolákkal való kapcsolatra. Gyakoriak a múzeumi órák, foglalkozások, feladatmegoldással egybekötött vetélkedők, szakkörök, autóbuszos kirándulások. A nyári táborok során a környezetvédelmi tudatformálás az elsődleges céljuk. A földrajzot oktató pedagógusokkal történő kapcsolattartás rendszeres formája az előadással egybekötött szakmai továbbképzés.
A múzeum szervezi az érdi gimnáziumba kihelyezett ifjúsági kört, melynek rangos előadói egyetemi oktatók, kutatók. A felnőtt érdeklődők számára a Múzeumbarát Körben havonta tartott előadások jelentenek vonzerőt.
A könyvtár 9000 kötettel várja a kutatókat, diákokat melyek a legjelentősebb magyar utazók munkáit, földrajztankönyveket illetve útleírásokat gyűjtötte össze. A helyben használható könyvtár számos darabját adományozás útján kapta intézményünk.

## A médiában
A közművelődési munka fontos része a sajtóval, rádióval, televízióval való kapcsolattartás. Évente 2-3 rádió- vagy televíziós műsort sugároznak a múzeumról, s több tudományos, ismeretterjesztő film szakanyaga készült az intézményben.